# الدخوار
عبد الرحيم بن علي بن حامد المعروف بالدخوار (565 - 628 هـ / 1170 - 1230 م) ولد ونشأ بدمشق. اتصل بالملك العادل أبي بكر بن أيوب سنة 604 هـ واشتهر صيته وارتفعت منزلته. وبعد وفاة الملك العادل سنة 615 هـ وتولى المعظم أمور الشام، ولاه النظر في البيمارستان النوري. وبعد أن تولى الملك الأشرف دمشق سنة 626هـ، تولى رياسة الطب، فظل على ذلك إلى أن توفي، في صفر سنة ثمان وعشرين وست مائة ودفن بقاسيون.

## آثاره
من آثاره:
- «الجنينة».
- «شرح تقدمة المعرفة».
- «مختصر الحاوي للرازي» في الطب.
- «مختصر الأغاني للأصفهاني» في الأدب.[2]